# Hintereggen (Gemeinde Deutsch-Griffen)
Hintereggen ist eine Ortschaft in der Gemeinde Deutsch-Griffen im Bezirk St. Veit an der Glan in Kärnten. Die Ortschaft hat 10 Einwohner (Stand 1. Jänner 2025).

## Lage
Der Ortsname bezeichnet jenen schattseitigen Teil des Deutschgriffener Tals, der vom Gemeindehauptort aus gesehen hinter dem Egg – dem Höhenrücken, der das Tal des Griffenbachs von jenem des Lammbachs trennt – liegt.
Zur Ortschaft gehören die Höfe Wigisser (Haus Nr. 1 und 6), Stöcker (Nr. 2), Hackl (Jackl; Nr. 3, mit den benachbarten Häusern Nr. 8, 9 und 10) und Pirker (früher Marks; Nr. 4; der östlich oberhalb gelegene Hois existiert nicht mehr.

## Geschichte
1309 wurden Höfe im Bereich des heutigen Hintereggen, damals als unter dem Eke bezeichnet, der Gurker Kirche geschenkt.
Ab Gründung der politischen Gemeinden Mitte des 19. Jahrhunderts gehörte Hintereggen zur Gemeinde Deutsch-Griffen. Bei der Kärntner Gemeindestrukturreform von 1973 kam der Ort an die damals neu errichtete Gemeinde Weitensfeld-Flattnitz, seit deren Auflösung 1991 gehört die Ortschaft wieder zur Gemeinde Deutsch-Griffen.

## Bevölkerungsentwicklung
Für die Ortschaft ermittelte man folgende Einwohnerzahlen:
- 1869: 5 Häuser, 41 Einwohner[3]
- 1880: 6 Häuser, 21 Einwohner[4]
- 1890: 6 Häuser, 48 Einwohner[5]
- 1900: 6 Häuser, 40 Einwohner[6]
- 1910: 6 Häuser, 23 Einwohner[7]
- 1923: 6 Häuser, 28 Einwohner[8]
- 1934: 31 Einwohner[9]
- 1961: 8 Häuser, 51 Einwohner[10]
- 2001: 8 Gebäude (davon 7 mit Hauptwohnsitz) mit 9 Wohnungen und 8 Haushalten; 19 Einwohner und 3 Nebenwohnsitzfälle; 0 Arbeitsstätten, 4 land- und forstwirtschaftliche Betriebe[11]
- 2011: 9 Gebäude, 19 Einwohner, 8 Haushalte, 0 Arbeitsstätten[12]
- 2021: 9 Gebäude, 9 Einwohner, 5 Haushalte, 0 Arbeitsstätten[13]